# Strumento indicatore
Uno strumento indicatore è uno strumento di misura che visualizza direttamente il valore del misurando nella sua unità ingegneristica, oppure un valore che è in relazione ad esso.
Sebbene comunemente questi strumenti vengano chiamati semplicemente "visualizzatori", in ambito strettamente metrologico, questo termine è riferito solo al suo elemento visualizzatore, e non al dispositivo nel suo complesso. Infatti, molti strumenti indicatori integrano molteplici componenti che esulano dalla semplice funzione di "visualizzazione"; ad esempio possono disporre:
- del sensore che permette la lettura del misurando;
- di circuiti per l'alimentazione dei sensori o dei trasduttori;
- di amplificatori o filtri per elaborare i segnali ricevuti dai sensori;
- d'interfacce per la trasmissione del valore ad elaboratori remoti.

La visualizzazione del valore può avere sia un formato d'uscita analogico (come nei comparatori o nei galvanometri), sia digitale (come nei termometri e nei voltmetri digitali).

## Modalità d'uso
Gli strumenti indicatori possono essere utilizzati fondamentalmente in due modalità, a seconda se strutturalmente integrano il sensore necessario per effettuare la misura:

### Strumento singolo
Lo strumento integra sia il sensore che il visualizzatore; lo si utilizza applicandolo al misurando, e da esso si ottiene già la misura nell'unità ingegneristica d'interesse.
Esempio:
Un termometro immerso in un liquido di cui si vuole conoscere la temperatura, darà direttamente la misura sul suo visualizzatore, sia che quest'ultimo sia analogico (es. l'altezza della colonna di mercurio sulla scala graduata), che digitale (es. il numero che appare sul display).

### Strumento in catena
Lo strumento, pur non integrando un sensore, lavora in coppia con un trasduttore. Il trasduttore converte la grandezza del misurando in un segnale, mentre lo strumento indicatore provvede a tradurre e visualizzare quest'ultimo nell'unità ingegneristica d'interesse. L'intero sistema di misura, dal sensore che viene applicato al misurando, al visualizzatore letto dall'operatore, costituisce una catena di misura.
Esempio:
Si vuole monitorare la pressione in una tubatura posizionata in un luogo inaccessibile. Si può montare preventivamente un trasduttore di pressione sulla tubatura; il segnale elettrico d'uscita (proporzionale al valore di pressione), viaggiando su un comodo cavo elettrico, potrà raggiungere un indicatore programmabile in prossimità dell'operatore; lo strumento indicatore, opportunamente settato, provvederà a tradurre il segnale elettrico nell'opportuna unità ingegneristica e a visualizzarlo sul proprio display.
Mentre è raro che uno strumento singolo non abbia la scala nell'unità ingegneristica d'interesse, a volte capita che lo strumento indicatore usato in una catena presenti la misura nell'unità del segnale in uscita dal trasduttore. In tal caso la trasformazione nell'unità ingegneristica d'interesse viene demandata all'operatore.
Esempio: riprendendo il caso precedente, l'operatore potrebbe essere sprovvisto di un indicatore programmabile; usando un voltmetro, potrebbe effettuare dei rilievi in tensione, che poi potrebbe trasformare in  pressione basandosi sui risultati della taratura del trasduttore.